# Fabiola Mansur
Fabiola Mansur ( Río de Janeiro, Brasil, 22 de octubre de 1962), más conocida como Fabíola Mansur, es una médica y política brasileña.

## Trayectoria
Mansur estudió medicina en la Universidad Federal de Bahía (UFBA). Se especializó en oftalmología  el Hospital das Clínicas. Realizó un postgrado en la Universidad de Miami.
Durante años se desempeñó como diputada estatal por el estado de Bahía. Fue elegida concejala del municipio de Salvador en 2012, pero renunció a su mandato para ocupar su escaño en la Asamblea Legislativa de Bahía (ALBA). 
Fue la primera mujer declarada lesbiana en ocupar un escaño tanto en el Ayuntamiento de Salvador.
En el Ayuntamiento de Salvador ocupó los cargos de presidenta de la Comisión Especial sobre los Derechos de las Personas con Discapacidad, presidenta del Frente Parlamentario en Defensa de la Salud, del Frente Parlamentario en Defensa del Patrimonio Cultural Inmaterial, del Frente Parlamentario en Defensa del Voto Abierto. En la Asamblea Legislativa de Bahía fue presidenta de la Comisión de los  Derechos de la Mujer.
Fue la autora del proyecto de creación del primer Centro Municipal de Referencia LGBT en Salvador en 2016.
En 2014, resultó electa  en la Asamblea Legislativa de Bahía.
En 2018, resultó electa representante estatal por el Partido Socialista Brasileño en las elecciones estatales del Estado de Bahía.
En 2022, resultó electa representante estatal en las elecciones estatales del Estado de Bahía.